# کوه ایل لووتولوک
کوه ایل لووتولوک (به لاتین: Mount Ile Lewotolok) یک آتشفشان چینه‌ای در اندونزی است که در Lembata واقع شده‌است. کوه ایل لووتولوک ۱٬۴۲۳ متر بالاتر از سطح دریا واقع شده‌است.